# Sofronio II di Alessandria
Sofronio II di Alessandria (fl. X secolo) è stato patriarca greco-ortodosso di Alessandria per alcuni mesi nel 941.
Oltre al suo nome e all'anno di servizio al soglio patriarcale, niente si conosce di questo prelato.